# ريشابه بانت
ريشابه بانت (مواليد 4 أكتوبر 1997) هو لاعب كريكت هندي يلعب حالياً في نادي دلهي كابيتالز ومنتخب الهند.

## وصلات خارجية
- ريشابه بانت على موقع إي آس بي آن كريك إنفو (الإنجليزية)